# Lycée français de Fulpmes

Logo du lycée français de Fulpes dessiné par Marie Falcou, professeur de dessin au lycée.

Le Lycée français de Fulpmes est un lycée français qui a fonctionné après la dernière guerre mondiale en Autriche, dans la zone d'occupation française, à une vingtaine de kilomètres au sud d'Innsbruck.
Voulu par le général Béthouart, commandant en chef puis haut-commissaire français en Autriche, ce lycée a ouvert ses portes le 7 novembre 1945 avec 40 élèves. Le proviseur était Jean Thibault-Chambault, sous l'autorité d'Eugène Susini, conseiller culturel au haut commissariat français, directeur de l'Éducation et des beaux-arts. Le lycée avait 80 élèves à la fin décembre 1945 et 120 à la rentrée de janvier 1946. Fin mai 1946, il comptait 197 enfants dont 85 filles. Il a fonctionné pendant cinq ans de façon autonome puis a été fusionné avec le lycée français de Vienne.

## Une expérience pédagogique novatrice
Associant la formation scolaire classique à des activités sportives et artistiques dans un tiers temps rigoureux, l'équipe pédagogique a réussi son pari de former des jeunes dans toutes leurs dimensions.
Plusieurs éléments en faisaient la spécificité :
Spécificité géographique
Fulpmes, dans le Tyrol, n'était en 1945 qu'un petit village perdu au cœur des Alpes tyroliennes, dans la vallée de la Stubai. Cette station de sports d'hiver n'avait pas atteint la renommée internationale qu'elle a aujourd'hui. Tous les élèves étaient pensionnaires dans ce village éloigné.
Esprit particulier
Caractère humaniste avec développement du goût de l'effort, du dépassement de soi et du dévouement aux autres.
Spécificité sociale
Ce n'était pas le collège d'une élite. Il y avait une diversité sociale, les fils et filles d'officiers supérieurs et de hauts fonctionnaires y côtoyaient des filles et fils de gendarmes et de modestes employés administratifs. Le brassage social était déjà là.
Diversité des origines
Le lycée n'était pas réservé aux ressortissants français, il comprenait des élèves autrichiens ainsi que des enfants ou adolescents originaires d'Europe centrale ou danubienne, offrant des occasions d'ouverture et d'émulation.
Spécificité éducative et pédagogique
Études sérieuses et approfondies le matin et sports l'après-midi, études surveillées, suivi des élèves et forte implication du corps professoral facilitée par l'internat des élèves.

## Bibliographie

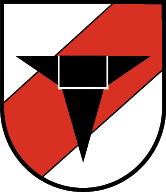
Blason officiel de la commune